# Comitato di Baranya
Il comitato di Baranya (in ungherese Baranya vármegye, in croato Baranjska županija, in latino Comitatus Barany(i)ensis o Baraniensis) è stato un antico comitato del Regno d'Ungheria, il cui territorio è oggi diviso tra Ungheria meridionale e Croazia settentrionale; capoluogo del comitato era la città di Pécs.

## Geografia fisica
Il comitato di Baranya confinava con gli altri comitati di Somogy, Tolna, Pest-Pilis-Solt-Kiskun, Bács-Bodrog e Verőce (quest'ultimo in Croazia-Slavonia). Il comitato era limitato a sud dal fiume Drava, che segnava il confine col Regno di Croazia e Slavonia.

## Storia
In seguito al Trattato del Trianon (1920) il territorio fu spartito tra il Regno dei Serbi, Croati e Sloveni (il futuro Regno di Jugoslavia, cui andò la porzione sudorientale, e l'Ungheria.
Il comitato di Baranya non corrisponde esattamente all'attuale contea di Baranya: quest'ultima sorse nel 1950 (anno della grande riforma amministrativa ungherese) inglobando il distretto di Szigetvár (originariamente facente parte del comitato di Somogy).
Dal 1991, anno della dissoluzione della Jugoslavia, la parte ex jugoslava fa parte della Croazia indipendente (regione di Osijek e della Baranja).
Tuttavia, fino al 1995 tale territorio fu governato dalla Repubblica Serba di Krajina, mentre nel biennio successivo fu amministrato dalle Nazioni Unite.
Attualmente vi è una minoranza magiara e serba nella Baranja croata e una minoranza croata nella Baranya ungherese.